# پوریا خادم
پوریا خادم ازغدی معروف به پوریا خادم (زاده ۱۸ آبان ۱۳۷۸ در مشهد) موسیقی‌دان، آهنگساز و نوازنده پیانو اهل ایران است. وی فرزند رسول خادم قهرمان کشتی جهان و المپیک، سرمربی اسبق تیم ملی کشتی آزاد ایران و رئیس پیشین فدراسیون کشتی ایران است.

## زندگی هنری
پوریا خادم فرزند رسول خادم برخلاف خانواده پدری بصورت حرفه‌ای وارد دنیای موسیقی، نوازندگی و آهنگسازی شد. او موسیقی را با ساز پیانو در سن ۵ سالگی آغاز کرد. او در سال ۱۳۸۸ و در ۹ سالگی در جشنواره آموزشگاه‌های موسیقی سراسر کشور و در بخش رقابتی همه‌سنین، در پیانو ایرانی مقام اول را کسب کرد. مشوّق اصلی او برای تبدیل شدن به یک موسیقیدان پدرش بود.

## نوازندگی پیانو
خادم کنسرتو پیانو ساخته شاهین فرهت را به عنوان سولیست پیانو به رهبری لوریس چکناواریان در سال ۱۳۹۱ و هنگامی که تنها ۱۲ سال سن داشت در تالار وحدت به صحنه برد. او در شهریور همان سال نیز با لوریس چکناواریان در ارمنستان و با ارکستر مجلسی ارمنستان به اجرای سوییت ایرانی برای پیانو و ارکستر پرداخت و بعد همان اجرا را به اضافه قطعاتی دیگر در شهر باکائو رومانی و با ارکستر فیلارمونی آنجا اجرا کرد و سپس با همان ارکستر به ایتالیا سفر کرد و در دو شهر میلان و ونیز همان قطعات را اجرا کرد.
او در سال ۱۳۹۲ و در جشنواره موسیقی فجر، رامیز قلی‌اف، نوازنده شهیر تار از جمهوری آذربایجان را که در دومین شب اجرایش در جشنواره موسیقی فجر در تالار وحدت به روی صحنه می‌رفت را با ساز پیانو همراهی کرد و او از خادم به عنوان نابغه موسیقی نام برد. پوریا خادم سال ۱۳۹۳ برای اجرای کنسرتو پیانو فکرت امیراُف و برای بزرگداشت فکرت امیراُف به باکو دعوت شد و پس از اجرای کنسرتو پیانو اثر فکرت امیراف او مورد استقبال حاضران قرار گرفت؛ به طوری‌که توسط فرزند فکرت امیراف مورد تقدیر قرار گرفت.

## آهنگسازی

### پوئم سمفونیک علمدار
پوریا خادم پوئم سمفونیک علمدار را در سال ۱۳۹۴ آهنگسازی کرد و در باکو اجرا کرد. به دعوت رئوف عبدالله‌اف، رهبر نامی ارکستر سمفونیک باکو برای اجرای پوئم سمفونیک «علمدار» به کشور آذربایجان دعوت شد و این اثر با همکاری ۱۴۰ نفر از اعضای گروه کر و ارکستر سمفونیک دولتی جمهوری آذربایجان در سالن بزرگ فیلارمونیای باکو با رهبری رئوف عبدالله‌اف رهبر ارکستر سمفونیک آذربایجان اجرا شد.

### پوئم سمفونی تختی
خادم، پوئم سمفونی تحتی را در سال ۱۳۹۵ در چهار قسمت بر اساس ابعاد مختلف زندگی غلامرضا تختی ساخت. این اثر توسط ارکستر فیلارمونیک پراگ، که یکی از بیست ارکستر برتر حال حاضر دنیا است، به رهبری علی رهبری، رهبر ارکستر برجسته ایرانی، و به خوانندگی محمد معتمدی در استودیو «اسمچکی» ضبط شد. موسیقی فیلم‌هایی همچون هری پاتر، ایندیانا جونز، بن هور، گلادیاتور، دزدان دریایی کارائیب و برخی فیلم‌های معروف دیگر هالیوودی نیز در این استودیو و توسط همین ارکستر ضبط شده‌اند.
قسمت اول این پوئم سمفونی به عبارتی معرفی جهان پهلوان تختی به عنوان یک اسطوره پهلوانی است. قسمت دوم نیز بیانگر غلامرضا تختی به عنوان یک قهرمان بزرگ کشتی در جهان و قدرت فنی و بدنی همچنین زورآوری این شخصیت ملی است و قسمت سوم نیز دربارهٔ ویژگی‌های شخصیتی پهلوان تختی و ارتباط عمیق و عاطفی این قهرمان بزرگ با مردم است که از تختی یک پهلوان می‌سازد. قسمت چهارم هم مرگ جهان پهلوان تختی و مرثیه ای برای وی را روایت می‌کند.

### موسیقی نمایش علمدار
او در سال ۱۳۹۹ آهنگسازی موسیقی نمایش علمدار به تهیه کنندگی پرویز پرستویی و به کارگردانی حسین پارسایی را بر عهده گرفت. موسیقی نمایش علمدار در مهر ماه ۱۳۹۹ و در دوران همه‌گیری کرونا، از اول تا ششم مهر به روی صحنه رفت که به صورت آنلاین از روبیکا پخش شد. موسیقی نمایش علمدار با رهبری ارکستر بردیا کیارس و همراهی گروه آوازی و ارکستر سمفونیک تهران اجرا شد. پخش آنلاین اجرای موسیقی نمایش علمدار بیش از یک میلیون بازدیدکننده در فضای مجازی داشت.
در شش شب اجرای موسیقی نمایش علمدار، داریوش ارجمند راوی شب اول، حسین پاکدل راوی شب دوم، مهدی سلطانی راوی شب سوم، فرهاد قائمیان راوی شب چهارم،هادی حجازی‌فر راوی شب پنجم و پرویز پرستویی راوی شب ششم این اجراها بودند. موسیقی نمایش علمدار به آهنگسازی پوریا خادم بار دیگر در تابستان سال ۱۴۰۱ به تهیه کنندگی پرویز پرستویی و کارگردانی حسین پارسایی، به مدت پنج شب در تالار وحدت به روی صحنه رفت که پوریا اخواص تکخوان این اجراها بود و تنها راوی این ۵ اجرا نیز پرویز پرستویی بود. ارکستر سمفونیک تهران و گروه آوازی را در این اجراها، بردیا کیارس رهبری کرد.

### نمایش موزیکال هفت خوان اسفندیار
پوریا خادم در بهار ۱۴۰۲ نمایش موزیکال هفت خوان اسفندیار به کارگردانی حسین پارسایی را در مقام آهنگساز به روی صحنه برد. خادم به صورت مشترک با بردیا کیارس آهنگسازی نمایش موزیکال هفت خوانِ اسفندیار به تهیه کنندگی و کارگردانی حسین پارسایی را که در بهار و تابستان ۱۴۰۲ به مدت ۶۰ شب در تالار وحدت به روی صحنه رفت را بر عهده داشت. پس از شصت شب اجرا او به همراه بردیا کیارس قطعه «وطن» را که قطعه پایانی این نمایش موزیکال بود، منتشر کرد. امین زندگانی، بانیپال شومون، سایه پارسایی و فریبا کوثری از بازیگرانِ اصلی این نمایش موزیکال بودند. اجرای موسیقی نمایش موزیکال هفت خوان اسفندیار به صورت زنده و با ارکستری بسیار پر حجم و با سازهایی بسیار صورت گرفت. رهبری ارکستر موسیقی این نمایش موزیکال هم بر عهده بردیا کیارس بود.